# Nos voisins, les hommes
Pour plus de détails, voir Fiche technique et Distribution.
Nos voisins, les hommes (Over the Hedge) est un film d'animation américain réalisé par Tim Johnson et Karey Kirkpatrick, et produit par DreamWorks Animation, sorti en 2006.

## Synopsis
Riton, un raton laveur affamé, décide de cambrioler la caverne de Vincent, un ours noir, après avoir échoué à accéder à un paquet de chips coincé dans un distributeur. Riton tente de fuir avec le butin après avoir dévalisé le stock de nourriture de l'ours, mais l'ours sortant de son hibernation le surprend. La situation dégénère lorsque le chariot contenant la nourriture dévale la pente d'une colline et est écrasé par un camion. Vincent donne alors à Riton un ultimatum : sous peine de périr sous ses griffes, il doit remplacer la nourriture perdue sous une semaine. 
Riton, cherchant à récupérer des provisions, fait la rencontre d'animaux sauvages qui vivent dans une forêt derrière une maison. Ces animaux, ayant également besoin de nourriture après leur propre hibernation, sont réticents à l'idée de voler chez les humains, mais Riton les incite à le faire. Tous le suivent, à l'exception de Verne, une tortue qui s'oppose à cette méthode et se méfie de Riton. De plus, Gladys Sharp, qui est présidente de l'assemblée des copropriétaires et animée d'une haine envers les animaux, découvre leur présence et engage un exterminateur, Vévé, surnommé "Verminator".
Verne, refusant d’aller contre ses principes, décide de rendre la nourriture aux humains. Cependant, un affrontement avec Riton réveille un chien de garde, un Rottweiler, qui poursuit les animaux, prenant Verne pour un de ses jouets, et provoquant la destruction de la nourriture et du SUV de Gladys. En réponse, Gladys contraint Vévé à installer une série de pièges dans son jardin, y compris un piège illégal : le "Turbo épluche-bestiaux". L'un des animaux, Verne, se montre de plus en plus sceptique quant aux méthodes de Riton et finit par l'insulter pour avoir induit les autres en erreur.
La situation s'intensifie lorsque Riton décide de voler de la nourriture d'un camion de ravitaillement destiné à une fête de quartier chez Gladys, n'ayant plus qu'un jour pour remplir l'ultimatum. Les animaux parviennent à charger un chariot de nourriture après une série de ruses menées par les autres animaux incluant une infiltration par la chatière et la neutralisation des pièges. Leur mission est cependant compromise par l’intervention du Verminator, qui capture plusieurs d'entre eux. Riton parvient cependant à sauver les animaux et à provoquer un accident qui fait s'écraser la villa de Gladys.
La confrontation finale se déroule alors que les animaux, Gladys et Verminator se retrouvent face à face. Grâce à l'aide de Hammy, un des animaux, qui utilise une boisson énergisante pour ralentir le temps et les pièges pour maîtriser leurs ennemis, les animaux parviennent à se libérer. Vincent est capturé par la fourrière, et Gladys et Verminator sont arrêtés par les autorités pour possession d'un piège illégal. Gladys tente de résister, tandis que Verminator, tentant de fuir, se fait attraper par le Rottweiler. Les animaux réussissent finalement à se procurer suffisamment de nourriture pour passer l'hiver.

## Fiche technique
- Titre : Nos voisins, les hommes
- Titre original : Over the Hedge
- Réalisation : Tim Johnson et Karey Kirkpatrick
- Scénario : Len Blum (en), Lorne Cameron, David Hoselton (en) et Karey Kirkpatrick
- Musique : Rupert Gregson-Williams (musiques orchestrales) / Ben Folds (chansons)
- Production musicale : Hans Zimmer
- Pays de production :  États-Unis
- Langue originale : anglais
- Durée : 85 minutes (1 h 25 min)
- Dates de sortie[1] : 
  - États-Unis, Québec: 19 mai 2006
  - France : 5 juillet 2006
  - Belgique : 19 juillet 2006
- Dates de sortie DVD : 
  - États-Unis : 17 octobre 2006
  - France : 5 janvier 2007
  - Québec : 2007
- Classification : tous publics

## Distribution

### Voix originales

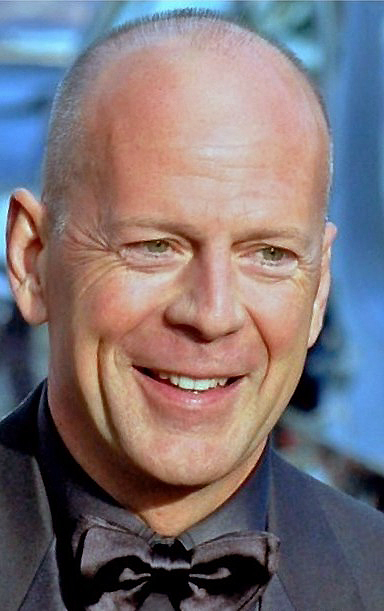
L'acteur Bruce Willis à la première du film au Festival de Cannes 2006.

- Bruce Willis : Riton, le raton laveur
- Garry Shandling : Verne, la tortue
- Steve Carell : Zamy, l'écureuil
- Nick Nolte : Vincent, l'ours
  - Carole Jeghers (sons rugissants)
- William Shatner : Ozzie, l'opossum
- Avril Lavigne : Violette, la fille de l'opossum
- Wanda Sykes : Stella, la mouffette
- Eugene Levy : Lou, la porc-épic
- Omid Djalili : Shaâh, le chat
- Catherine O'Hara : Penny, le porc épic
- Allison Janney : Gladys Sharp
- Thomas Haden Church : Vévé la Verdure
- Brian Stepanek : Nugent, le rottweiler

### Voix françaises
- Clovis Cornillac : Riton, le raton-laveur
- Laurent Gerra : Verne, la tortue
- Jérôme Pauwels : Zamy, l'écureuil
- Jean-Pierre Moulin : Ozzie, l'opossum
- Jenifer : Violette, l'opossum
- Maïk Darah : Stella, la mouffette
- Jean-Loup Horwitz : Lou, le porc-épic
- Marie Vincent : Penny, le porc-épic
- Emmanuel Curtil : Shaâh, le chat persan
- Michel Vigné : Vincent, l'ours
- Brigitte Virtudes : Gladys Sharp
- Marc Alfos : Verminator
- Xavier Fagnon : Nugent, le rottweiler

## Autour du film
- Nos voisins, les hommes est l'adaptation du film en jeu vidéo sur Windows, GameCube, PlayStation 2, Xbox, Game Boy Advance et Nintendo DS.
- Pour les doublages japonais et coréens du film, BoA fournit la voix de Heather l'opossum et chante les chansons thématiques Key of heart pour la sortie japonaise[2] et People Say pour la sortie coréenne[3].
- Tim Johnson fut également le coréalisateur de Fourmiz et Karey Kirkpatrick le scénariste de Chicken Run.
- Le film a été présenté au festival de Cannes 2006 en sélection officielle hors compétition.
- Le film s'inspire d'une bande-dessinée humoristique quotidienne, Over the Edge (en), publiée dans la presse à partir de 1995. Elle est écrite par Michael Fry (en) et illustrée par T. Lewis (en).